# 진도 쌍계사 목조석가여래삼존좌상
진도 쌍계사 목조석가여래삼존좌상(珍島雙溪寺木造釋迦如來三尊坐像)은 대한민국 전라남도 진도군 의신면 사천리, 쌍계사 대웅전에 모셔져 있는 삼존불상이다. 1999년 8월 5일 전라남도의 유형문화재 제221호로 지정되었다가, 2018년 7월 24일 보물 지정 예고를 거쳐, 2018년 10월 4일 대한민국의 보물 제1998호로 지정되었다.

## 개요
전라남도 진도군 의신면 쌍계사의 대웅전에 모셔져 있는 삼존불상이다. 나무로 만들어진 이 불상은 가운데 본존불을 중심으로 양쪽에 협시불을 모시고 있는 형태이다.
만든 연대에 관한 기록이 밝혀지지 않다가, 조선 숙종 23년(1697)에 세워진 대웅전의 상량문이 발견되어 같은 시기에 만들어진 것으로 추정된다. 17세기 후반의 불상 양식이 잘 드러나는 작품으로 절대 연대를 알 수 있다는 점에서 귀중하게 여겨진다.
전남 지방에 많이 남아 있는 조선시대 불상을 연구하는데에도 하나의 기준이 되고 있는 작품이다.

## 보물 지정사유
'진도 쌍계사 목조석가여래삼존좌상'은 1665년(현종 6) 희장(熙壯), 도우(道雨) 등 9명의 조각승이 합심하여 만든 불상으로, 가운데 석가모니불상을 중심으로, 좌․우 각 1구의 보살상으로 이루어진 삼존불(三尊佛) 형식이다. 희장은 17세기 대표적인 조각승(彫刻僧)으로, 쌍계사 불상은 그가 1660년대 중반까지 전라도 지역에서 활발하게 활동하던 시기에 조성한 불상 양식을 보여주는 의미 있는 작품이다.
본존 석가여래와 좌우 협시보살상의 보존 상태와 도상의 구성 등이 조성 당시의 모습에서 크게 변화 없이 완전한 편이다. 작품에 있어서도 신체에 비해 머리가 상대적으로 강조되었고, 무릎도 한결 넓고 높아졌으며 주름선도 얕고 간결해지는 등 희장 작품의 시대적 흐름에 따른 양식과 미감(美感)의 변화를 읽을 수 있다. 그 밖에 후령통을 비롯한 복장유물이 안치 당시의 원 모습을 크게 훼손 하지 않고 발견되어 17세기 중·후반기 불상의 복장법식 연구에도 귀중한 정보를 제공해준다.
진도 쌍계사 삼존상은 제작연대, 조각승의 이름, 봉안처 등 조성 과정에 대한 필수적인 학술 정보를 잘 구비하고 있으며, 작품의 완성도 또한 높아 17세기 불교조각사 연구를 위한 중요한 작품으로 평가받고 있다.

## 제작자
희장(熙壯), 도우(道雨), 보해(宝海), 경신(敬信), 옥순(玉淳), 일훈(一訓), 신학(新學), 여상(呂尙), 도징(道澄)

## 참고 자료
- 진도 쌍계사 목조석가여래삼존좌상 - 국가유산청 국가유산포털